# Стреево
Стреево — деревня в Можайском районе Московской области в составе Юрловского сельского поселения. Численность постоянного населения по Всероссийской переписи 2010 года — 2 человека. До 2006 года Стреево входило в состав Юрловского сельского округа.
Деревня расположена в южной части района, на левом берегу реки Протва, примерно в 18 км к юго-западу от Можайска, высота центра над уровнем моря 202 м. Ближайшие населённые пункты в 2 км — на юго-западе Бартеньево и Кобяково, на севере — Маланьино.